# August Friedrich Brödermann
August Friedrich Brödermann (* 25. November 1816 in Lissabon; † 3. April 1885 in Hamburg) war ein deutscher Kaufmann.

## Leben
Brödermann war Kaufmann in Firma August Friedrich Brödermann in Hamburg. Das Unternehmen importierte Zucker aus Havanna und exportierte Bielefelder Leinen. Brödermann war an verschiedenen Reedereien beteiligt, darunter die Mittelmeerlinie von Rob. M. Sloman.
Er engagierte sich in der St. Petrikirche in Hamburg. Dort fungierte Brödermann von 1847 bis 1848 als Adjunkt sowie 1849 bis 1862 als Hundertachtziger. Zudem war er von 1848 bis 1851 Mitglied der Totenladendeputation sowie der Pensionskasse der Witwen und Waisen der Staatsbeamten und Offizianten. Von 1851 bis 1854 war er Provisor des Gasthauses.
Brödermann gehörte von 1859 bis 1862 der Hamburgischen Bürgerschaft als Abgeordneter an. Auf Antrag wurde er vor Ablauf seines Mandats für einen geplanten Aufenthalt auf Madeira aus der Bürgerschaft entlassen.